# Občina Ruše
Občina Ruše je jednou z 212 občin ve Slovinsku. Nachází se v Podrávském regionu na území historického Dolního Štýrska. Občinu tvoří 7 sídel, její rozloha je 60,8 km² a k 1. lednu 2017 zde žilo 7 075 obyvatel. Správním střediskem občiny je město Ruše.

## Geografie
Občina leží západním směrem od města Maribor. Její severní hranice je tvořena řekou Drávou. Nadmořská výška se pohybuje v rozmezí od 309 m po 1347 m (Žigartov vrh). Většina území občiny zasahuje do značně zalesněného Pohorje, nejvýchodnějšího výběžku Alp. Údolím řeky Drávy prochází železniční trať Maribor – Dravograd – Celovec. Město Ruše a vesnici Selnica ob Dravi, ležící na protějším břehu řeky, spojuje silniční most.

## Pamětihodnosti
- hrad Fala
- kostel Jména Panny Marie v Ruše

## Členění občiny
Občina se dělí na sídla: Bezena, Bistrica ob Dravi, Fala, Lobnica, Log, Ruše, Smolnik.

## Sousední občiny
| Růžice kompasu |                    | Selnica ob Dravi   |               | Růžice kompasu |
| Růžice kompasu | Lovrenc na Pohorju | Sever              | Maribor       | Růžice kompasu |
| Růžice kompasu | Lovrenc na Pohorju | Občina Ruše        | Maribor       | Růžice kompasu |
| Růžice kompasu | Lovrenc na Pohorju | Jih                | Maribor       | Růžice kompasu |
| Růžice kompasu |                    | Slovenska Bistrica | Hoče-Slivnica | Růžice kompasu |